# Чичибабин, Борис Алексеевич
Бори́с Алексе́евич Чичиба́бин (при рождении Полушин; 9 января 1923, Кременчуг — 15 декабря 1994, Харьков) — поэт, лауреат Государственной премии СССР (1990). Бо́льшую часть жизни прожил в Харькове.

## Биография
Родился 9 января 1923 года и воспитывался в семье офицера. До 1930 года семья жила в Зиновьевске, потом в посёлке Рогань под Харьковом, где он пошёл в школу. В 1935 году Полушины переехали в Чугуев, где отчим получил должность начальника штаба эскадрильи Чугуевской школы пилотов. Борис Чичибабин учился в Чугуевской 1-й школе с 5-го по 10-й класс. Здесь он уже постоянно посещал литературный кружок, публиковал свои стихи в школьной и даже городской газете под псевдонимом Борис-Рифмач.

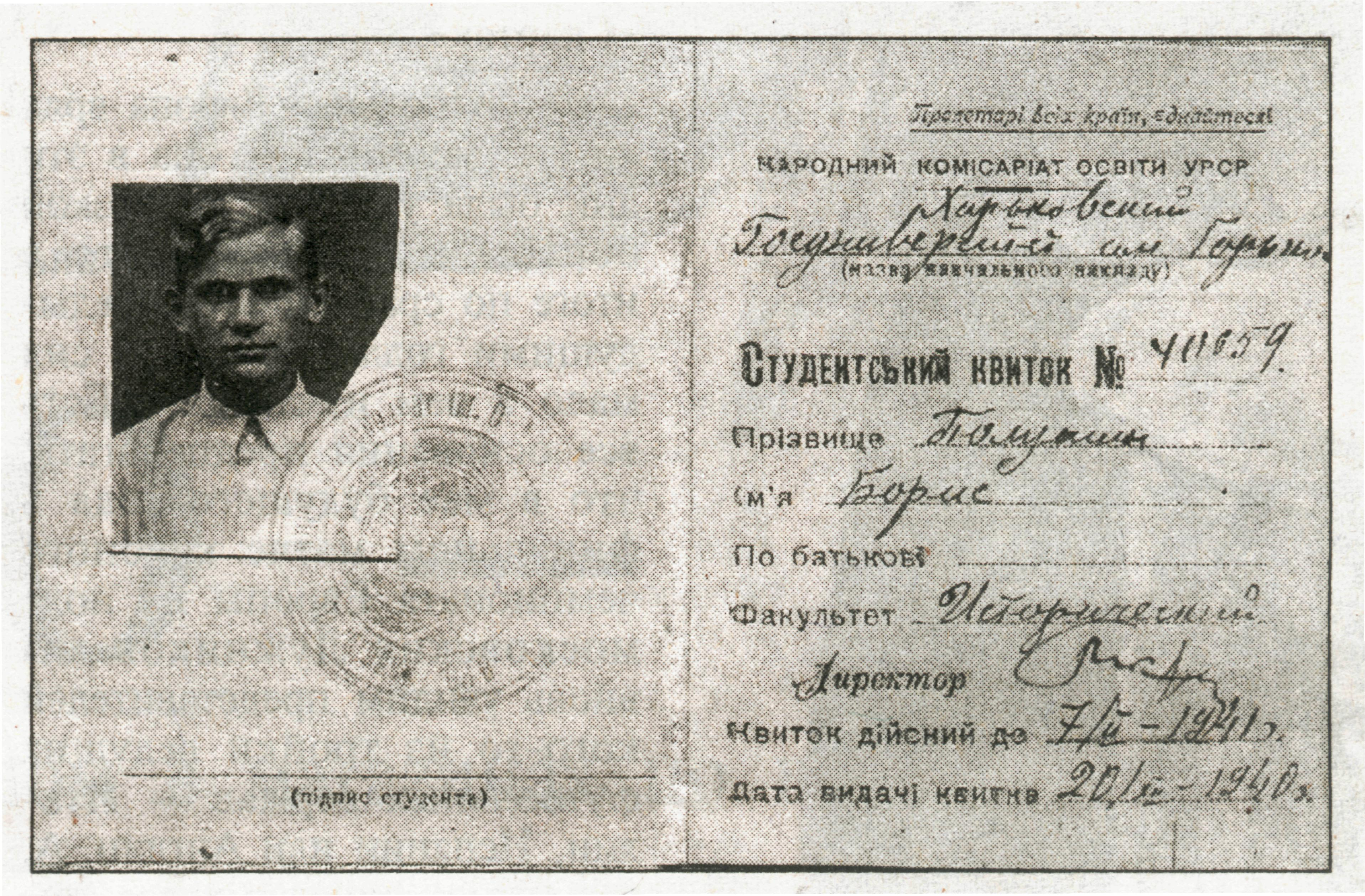
Студенческий билет Бориса Полушина. ХГУ, 1940

По окончании школы Чичибабин поступил на исторический факультет Харьковского университета, Великая Отечественная война прервала его занятия. В ноябре 1942 года он был призван в армию, служил бойцом 35-го запасного стрелкового полка на территории Грузинской ССР. В начале 1943 года поступил в школу авиаспециалистов в городе Гомбори. С июля 1943 года до самой победы служил механиком по авиаприборам в разных частях Закавказского военного округа. Несколько месяцев после победы занимал такую же должность в Чугуевском авиаучилище, затем был демобилизован по болезни (варикозное расширение вен с трофическими язвами).
Продолжил учёбу в Харьковском университете, по наиболее близкой ему специальности филолога. После первого курса готовился сдавать экзамены сразу за два года, но высшего образования так и не получил. Дело в том, что он продолжал писать стихи — и во время воинской службы, и в университете. Написанное — «издавал»: разрезал школьные тетради, превращая их в книжечки, и давал читать многим студентам. Тогда же стал в качестве псевдонима использовать фамилию матери — Чичибабин. Есть мнение, что псевдоним он взял в честь двоюродного деда со стороны матери, академика А. Е. Чичибабина, выдающегося учёного в области органической химии. Однако это маловероятно: культа почитания академика-невозвращенца в семье Полушиных не было.
В июне 1946 года Чичибабин был арестован и осуждён за антисоветскую агитацию. По предположению Феликса Давидовича Рахлина, причиной ареста были стихи — крамольная скоморошья попевка с рефреном «Мать моя посадница», где были, например, такие строки:

Пропечи страну дотла,

Песня-поножовщина,

Чтоб на землю не пришла

Новая ежовщина!

Во время следствия в Бутырской тюрьме Чичибабин написал ставшие его визитной карточкой «Красные помидоры» и почти столь же знаменитую «Махорку», два ярких образца «тюремной лирики». Эти стихи, положенные на музыку одним из ближайших друзей Чичибабина — актёром, певцом и художником Леонидом («Лёшкой») Пугачёвым, позже, в 1960-е годы широко разошлись по стране.
В своих первых книгах кардиохирург и писатель академик Н. М. Амосов цитировал неопубликованные на тот момент стихотворения Чичибабина: в «Мыслях и сердце» (1964 год) — «Махорку» (опубликовано год спустя в сб. «Гармония»), в «Записках из будущего» (1965 год) — «Красные помидоры» (впервые опубликовано в 1989 году).
После почти двухлетнего (с июня 1946 по март 1948 годов) следствия (Лубянка, Бутырская и Лефортовская тюрьмы) Чичибабин был направлен для отбывания пятилетнего срока в Вятлаг Кировской области.

### Творческое становление
В Харьков Чичибабин вернулся летом 1951 года. Долгое время был разнорабочим, около года проработал в Харьковском театре русской драмы подсобным рабочим сцены, потом окончил бухгалтерские курсы, которые были самым быстрым и доступным способом получить специальность. С 1953 года работал бухгалтером домоуправления. Здесь познакомился с паспортисткой Матильдой Фёдоровной Якубовской, которая стала его женой.
С 1956 по 1962 годы Чичибабин продолжал работать бухгалтером (в грузовом автотаксомоторном парке), но постепенно заводил знакомства в среде местной интеллигенции, в том числе — литературной. Тогда же познакомился с бывшими харьковчанами Б. Слуцким, Г. Левиным. В 1958 году появилась первая публикация в журнале «Знамя» (под фамилией Полушин). В Харькове в маленькой чердачной комнатушке Чичибабина собирались любители поэзии.
В начале 1960-х годов поэт долгое время жил в Москве на квартире Юлия Даниэля и Ларисы Богораз, выступал в литературном объединении «Магистраль». В 1962 году его стихи публиковались в журнале «Новый мир», харьковских и киевских изданиях. Среди знакомых Чичибабина этого периода были С. Маршак, И. Эренбург, В. Шкловский.
В эти послелагерные годы наметились основные темы поэзии Чичибабина. Это, прежде всего, гражданская лирика, «новый Радищев — гнев и печаль», которого вызывают «государственные хамы», как в стихотворении 1959 года «Клянусь на знамени весёлом» («Не умер Сталин»). К ней примыкает редкая в послевоенной поэзии тема сочувствия крымским татарам, евреям, «попранной вольности» Прибалтики — и солидарности с ними («Крымские прогулки», «Еврейскому народу»). Эти мотивы сочетаются у Чичибабина с любовью к России и русскому языку, преклонением перед Пушкиным и Толстым («Родной язык»), а также с сыновней нежностью к родной Украине:

У меня такой уклон:

Я на юге — россиянин,

А под северным сияньем

Сразу делаюсь хохлом.

Ю. Г. Милославский:

…Чичибабиным, как «культуртрегером», собственно — проповедником, было предпринято нечто большее: в его сочинениях упорно и последовательно предлагался некий идеальный надвременной культурный ряд, в котором возлюбленная им двоица «красно солнышко Пушкин, синь воздух Толстой — неразменные боги России» могли бы непротиворечиво состыковаться с Шаровым и Солженицыным, Окуджавой и Эренбургом, — при посредничестве Паустовского и Пастернака. Это был как бы некий литературно-экуменический рай, где нет уже «болезни, печали и воздыхания», порождённых полярностью, чуждостью друг другу тех или иных явлений культурного міра. Противоречия преодолеваются «просветительным» синтезом-миссией: так как поэзия, по Чичибабину, «спасает мір».
В 1963 году вышли из печати два первых сборника стихов Чичибабина. В Москве был издан сборник «Молодость», в Харькове — «Мороз и солнце».
В январе 1964 года Чичибабину было поручено руководство литературной студией при ДК работников связи. Работа чичибабинской студии стала ярким эпизодом в культурной жизни Харькова, вкладом города в «шестидесятничество».
Ю. Г. Милославский:

Ничего более значительного по степени воздействия, чем эти студийные месяцы, в моей жизни не случилось. И я хорошо знаком ещё с двумя-тремя людьми, о которых мне доподлинно известно: их предварительные жизненные итоги в пределах обсуждаемой здесь области совершенно схожи с моими. В нашей последующей судьбе не следует искать общности. Мы просто испытали равное по значимости / по силе влияние одного и того же т. н. культурного феномена. Проще сказать, мы вышли из студии Чичибабина.
На занятиях Чичибабин приветливо относился к любому пришедшему на них стихотворцу — пусть даже он был заурядным и не очень умным рифмоплётом. Из-за этой своей позиции у Бориса Чичибабина постоянно возникали жаркие споры с молодыми талантливыми студийцами, которые высмеивали того или иного незадачливого новичка.
В 1965 году в Харькове вышел сборник «Гармония», и в малой степени не отражавший истинного Чичибабина: почти ничто из лучших стихов поэта не могло быть напечатано по цензурным соображениям. В 1966 году по негласному требованию КГБ Чичибабина отстранили от руководства студией. Сама студия была распущена. По официальной версии — за занятия, посвящённые Цветаевой и Пастернаку. В этом же году поэта приняли в СП СССР (одну из рекомендаций дал С. Я. Маршак).
В жизни Чичибабина начинался тяжёлый период. К проблемам с литературной судьбой добавились семейные неурядицы. В 1967 году поэт находился в сильной депрессии, чему свидетельством стихотворения «Сними с меня усталость, матерь смерть», «Уходит в ночь мой траурный трамвай»:

Я сам себе растлитель и злодей,

и стыд и боль как должное приемлю,

за то, что всё придумывал — людей

и землю.

А хуже всех я выдумал себя…

Но осенью того же года он встретил влюбленную в поэзию почитательницу его таланта — Лилию Карась, и через некоторое время соединил с ней свою судьбу. Лилии Чичибабин посвятил впоследствии множество своих произведений. Конец 1960-х — начало 1970-х годов ознаменовали собою фундаментальный перелом в жизни, творчестве и мировоззрении Чичибабина. С одной стороны — обретённое наконец личное счастье, а с ним и новый творческий подъём, начало многочисленных многолетних путешествий по СССР (Прибалтика, Крым, Кавказ, Россия), приобретение новых друзей, среди которых — Александр Галич, Феликс Кривин, детский писатель А. Шаров, украинский писатель и правозащитник Н. Руденко, философ Г. Померанц и поэт З. Миркина. С другой — жестокое разочарование в романтических идеалах советской юности, ужесточение цензуры, а следовательно — неизбежный постепенный переход из писателей «официальных» в полу-, а затем и вовсе запрещённые.
В начале 1968 года в Харькове был опубликован последний доперестроечный сборник Чичибабина — «Плывёт Аврора». В нём, ещё более чем в предыдущей «Гармонии», было помещено немало литературных поделок, многие лучшие стихи поэта были изуродованы цензурой, главные произведения отсутствовали. Чичибабин никогда не умел бороться с редакторами и цензорами. Остро переживая то, что сделала с его книгами цензура, он писал:

При желтизне вечернего огня

как страшно жить и плакать втихомолку.

Четыре книжки вышло у меня.

А толку?

### Самиздатский период
«Член Союза советских писателей» Чичибабин теряет читателей — поэт Чичибабин «уходит в народ». В 1972 году в самиздате появился сборник его стихов, составленный известным московским литературоведом Л. Е. Пинским. Кроме того, по рукам начинают ходить магнитофонные записи с квартирных чтений поэта, переписанные и перепечатанные отдельные листы с его стихотворениями. «Уход из дозволенной литературы… был свободным нравственным решением, негромким, но твёрдым отказом от самой возможности фальши», — написал об этом двадцать лет спустя Григорий Померанц.
В 1973 году Чичибабина исключают из СП СССР. Для начала от него потребовали передать в КГБ свои стихотворения, которые он читал где-либо. Он должен был сам подготовить печатный текст, чтобы в КГБ смогли разобраться в деле. Друзья советовали Чичибабину переслать наиболее невинные стихи, но Борис Алексеевич так делать не умел и отослал самые важные для себя сочинения — те, которые прочитал на своём пятидесятилетии в Союзе писателей: «Проклятие Петру» и «Памяти А. Т. Твардовского». В последнем были, например, такие слова:

И если жив ещё народ,

то почему его не слышно?

И почему во лжи облыжной

молчит, дерьма набравши в рот?

Что касается потери официального статуса, то на это Чичибабин отозвался так:

Нехорошо быть профессионалом:

Стихи живут, как небо и листва.

Что мастера? — Они довольны малым.

А мне, как ветру, мало мастерства.

В 1974 году поэта вызывали в КГБ. Там ему пришлось подписать предупреждение о том, что, если он продолжит распространять самиздатовскую литературу и читать стихи антисоветского содержания, на него может быть заведено дело.
Наступила пора пятнадцатилетнего замалчивания имени Чичибабина:

В чинном шелесте читален

или так, для разговорца,

глухо имя Чичибабин,

нет такого стихотворца.

Всё это время (1966—1989) он работает старшим мастером материально-заготовительной службы (счетоводом) харьковского трамвайно-троллейбусного управления. И продолжает писать — для себя и для своих немногочисленных, но преданных читателей. Драматизм ситуации усугублялся тем, что многие из верных друзей Чичибабина в этот период эмигрировали. Их отъезд он воспринимал как личную трагедию:

Не веря кровному завету,

что так нельзя,

ушли бродить по белу свету

мои друзья.

Пусть будут счастливы, по мне хоть

в любой дали.

Но всем живым нельзя уехать

с живой земли.

С той, чья судьба ещё не стёрта

в ночах стыда.

А если с мёртвой, то на чёрта

и жить тогда.

Но находил в себе силы отпускать их благословляя, а не осуждая:

Дай вам Бог с корней до крон

без беды в отрыв собраться.

Уходящему — поклон.

Остающемуся — братство.

Публикации, очень редкие, появлялись только за рубежом. Наиболее полная появилась в русском журнале «Глагол» в 1977 году (США, издательство «Ардис») стараниями Л. Е. Пинского и Льва Копелева.

### Перестройка
В 1987 году поэта восстанавливают в Союзе писателей (с сохранением стажа) — восстанавливают те же люди, которые исключали. Он много печатается.
13 декабря 1987 года Чичибабин впервые выступает в столичном Центральном Доме литераторов. Успех колоссальный. Зал дважды встаёт, аплодируя. Со сцены звучит то, что незадолго до этого (да многими и в момент выступления) воспринималось как крамола. Звучит и «Не умер Сталин» (1959):

А в нас самих, труслив и хищен,

Не дух ли сталинский таится,

Когда мы истины не ищем,

А только нового боимся?

И «Крымские прогулки» (1961):

Умершим не подняться,

Не добудиться умерших,

Но чтоб целую нацию —

Это ж надо додуматься

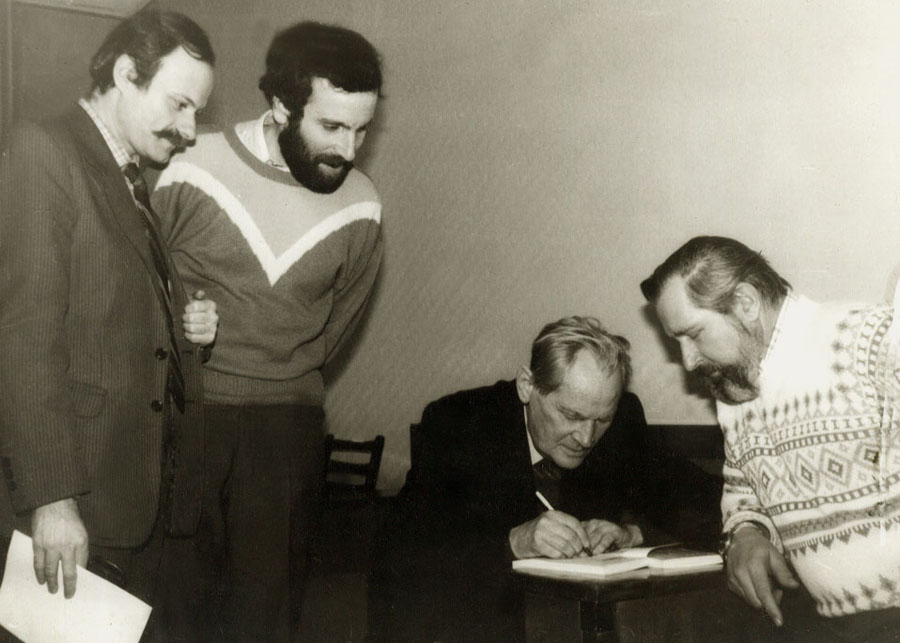
Чичибабин подписывает книгу на встрече в Союзе композиторов. 1992.
На фото: музыковед Григорий Ганзбург, композитор Александр Гринберг, поэт Борис Чичибабин, композитор Анатолий Гайденко (Фото Ю.Щербинина)

В родном Харькове Чичибабин впервые выступает 5 марта 1988 года в Клубе железнодорожников — бывшем ДК им. Сталина — в 35-ю годовщину со дня смерти Сталина. Осенью того же года Харьков посещает съёмочная группа из «Останкино», и в начале 1989-го по ЦТ показывают документальный фильм «О Борисе Чичибабине». В том же году фирма «Мелодия» выпустила пластинку «Колокол» с записями выступлений поэта.
В 1990 году за изданную за свой счёт книгу «Колокол» Чичибабин был удостоен Государственной премии СССР. Поэт участвует в работе общества «Мемориал», даёт интервью, совершает поездки в Италию, в Израиль.
Принять результаты перестройки Чичибабину оказалось психологически непросто. Идеалы равенства и братства, которые были провозглашены советской властью и которым он оставался преданным, попирались новыми власть имущими. Кроме того, он не смог смириться с распадом Советского Союза, отозвавшись на него исполненным боли «Плачем по утраченной родине»:

И, чьи мы дочки и сыны

во тьме глухих годин,

того народа, той страны

не стало в миг один.

При нас космический костёр

беспомощно потух.

Мы просвистали свой простор,

проматерили дух.

К нам обернулась бездной высь,

и меркнет Божий свет…

Мы в той отчизне родились,

которой больше нет.

Преданность и верность отличали Чичибабина — и в жизни, и в творчестве.
Зиновий Гердт в своей книге писал: 

Мы сидели за столом, выпивали, говорили. И вдруг он сказал: «Я ненавижу эту власть, но если коммунистов станут убивать — я буду на их стороне».

Борис давно понял своё предназначение поэта и следовал ему до конца дней
— Булат Окуджава 

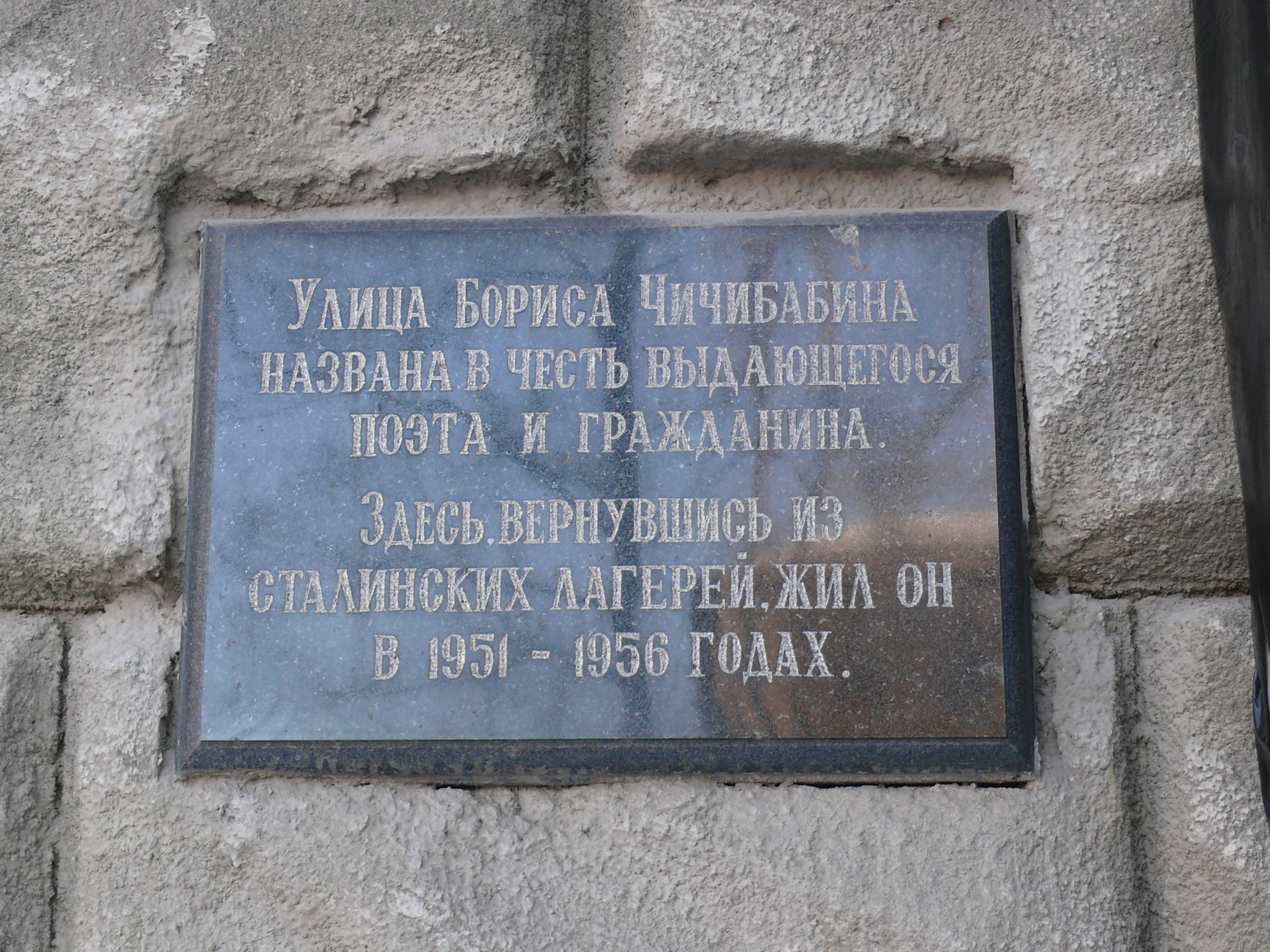
Мемориальная доска

Умер Борис Чичибабин 15 декабря 1994 года. Похоронен на 2-м кладбище г. Харькова (Украина).

Не каюсь в том, о нет, что мне казалась бренней

плоть — духа, жизнь — мечты, и верю, что, звеня

распевшейся строкой, хоть пять стихотворений

в веках переживут истлевшего меня.

## Память

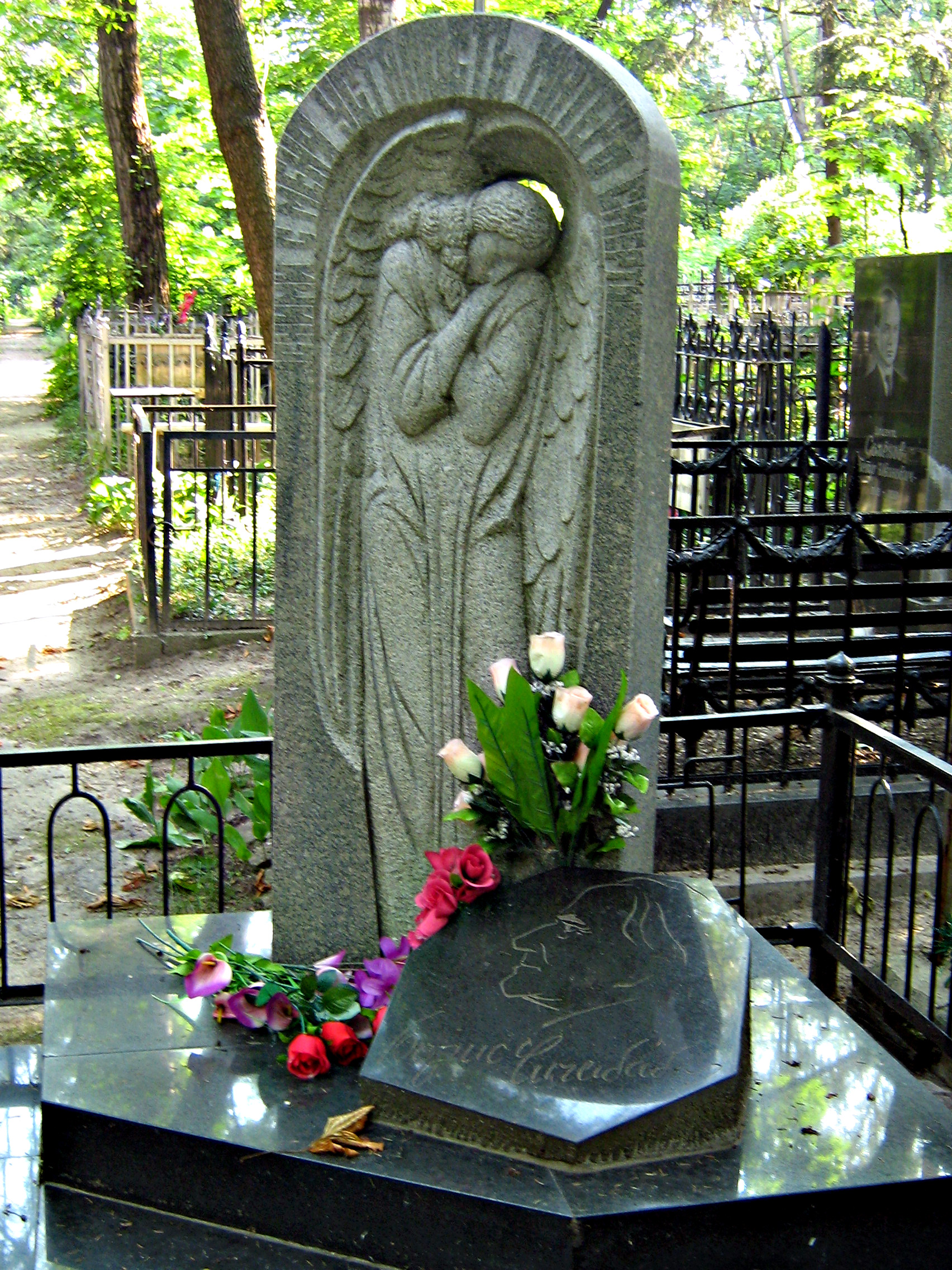
Памятник Борису Чичибабину. Харьков.

- Именем Чичибабина названа бывшая улица 8-го Съезда Советов в центре Харькова, в районе Госпрома (он жил на этой улице в 1950-х годах). На одном из домов по этой улице сооружена мемориальная доска со скульптурным портретом.
- Мемориальная доска установлена также на доме, в котором жил и умер поэт.
- В Харькове ежегодно проводится поэтический фестиваль Чичибабинские чтения.[13],[14]
- В Чугуевской общеобразовательной школе I—III ступеней № 1 им. И. Е. Репина есть музей Чичибабина.
- Посмертно награждён орденом «За заслуги» III степени (1998)[15].

### Сборники произведений Бориса Чичибабина
- Мороз и солнце. Книга лирики. — Харьков, 1963.
- Молодость. — М.: Советский писатель, 1963.
- Гармония. Книга лирики. — Харьков: Прапор, 1965.
- Плывет Аврора: Книга лирики. — Харьков: Прапор, 1968.
- Колокол: Стихи. — М.: Известия, 1989; М.: «Советский писатель», 1991 ISBN 5-265-01312-1
- Мои шестидесятые. — Киев: Дніпро, 1990. ISBN 5-308-00690-3
- Цветение картошки: Книга лирики. — М.: Моск. рабочий, 1994 ISBN 5-239-01703-4
- 82 сонета + 28 стихотворений о любви. — М.: Агентство «ПАN», 1994 ISBN 5-7316-0011-2
- В стихах и прозе[16]. — Харьков: СП «Каравелла», 1995 ISBN 5-7707-8449-0; Харьков: Фолио, 1998 ISBN 966-03-0325-4
- Экскурсия в Лицей. Стихотворения. Поэма. — Харьков: Фолио, 1999 ISBN 966-03-0607-5
- Когда я был счастливый. Стихи. — Киев: Издательский Дом Дмитрия Бураго, 2001 ISBN 966-7825-26-4
- Раннее и позднее. — Харьков : Фолио, 2002. — 480 с.
  - Из книги Воспоминания о ГУЛАГе и их авторы. Сахаровский центр
- Благодарствую, други мои… Письма. — Харьков: Фолио, 2002 ISBN 966-03-1704-2
- Прямая речь. — Харьков: Фолио, 2008 ISBN 978-966-03-4049-7
- Собрание стихотворений. — Харьков: Фолио, 2009. — 890 с., 2000 экз. ISBN 978-966-03-4441-9
- В стихах и прозе («Литературные памятники»). — М.: Наука, 2013. 567 с. ISBN 978-5-02-038097-4
- Борис Чичибабин: уроки чтения. Из писем поэта. — М.; Время,2013, 256 с. ISBN 978-5-9691-0834-9
- Между родиной и небом…: Борис Чичибабин в статьях и воспоминаниях. — Харьков: Фолио, 2013.- 527 с. ISBN 978-966-03-6177-5.
- Избранные стихотворения. — Харьков: Фолио, 2013. — 447 с. — (Школьная б-ка укр. и зарубеж.лит-ры) ISBN 978-966-03-6648-0.
- Сияние снегов. — М.: Время, 2015. — 544 с. — (Поэтическая библиотека). ISBN 978-5-9691-0854-7.